# Julio González (Bildhauer)

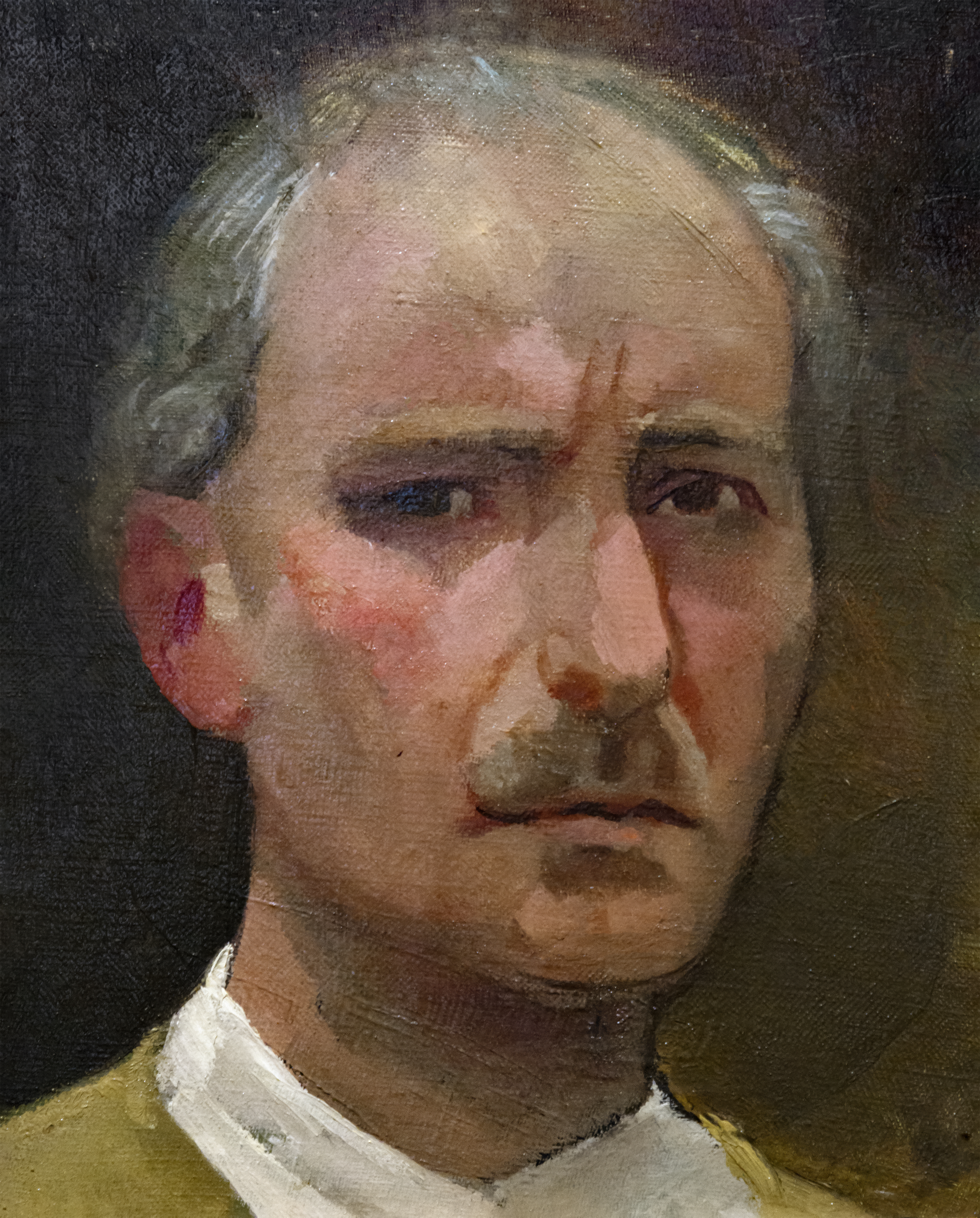
Selbstporträt 1920

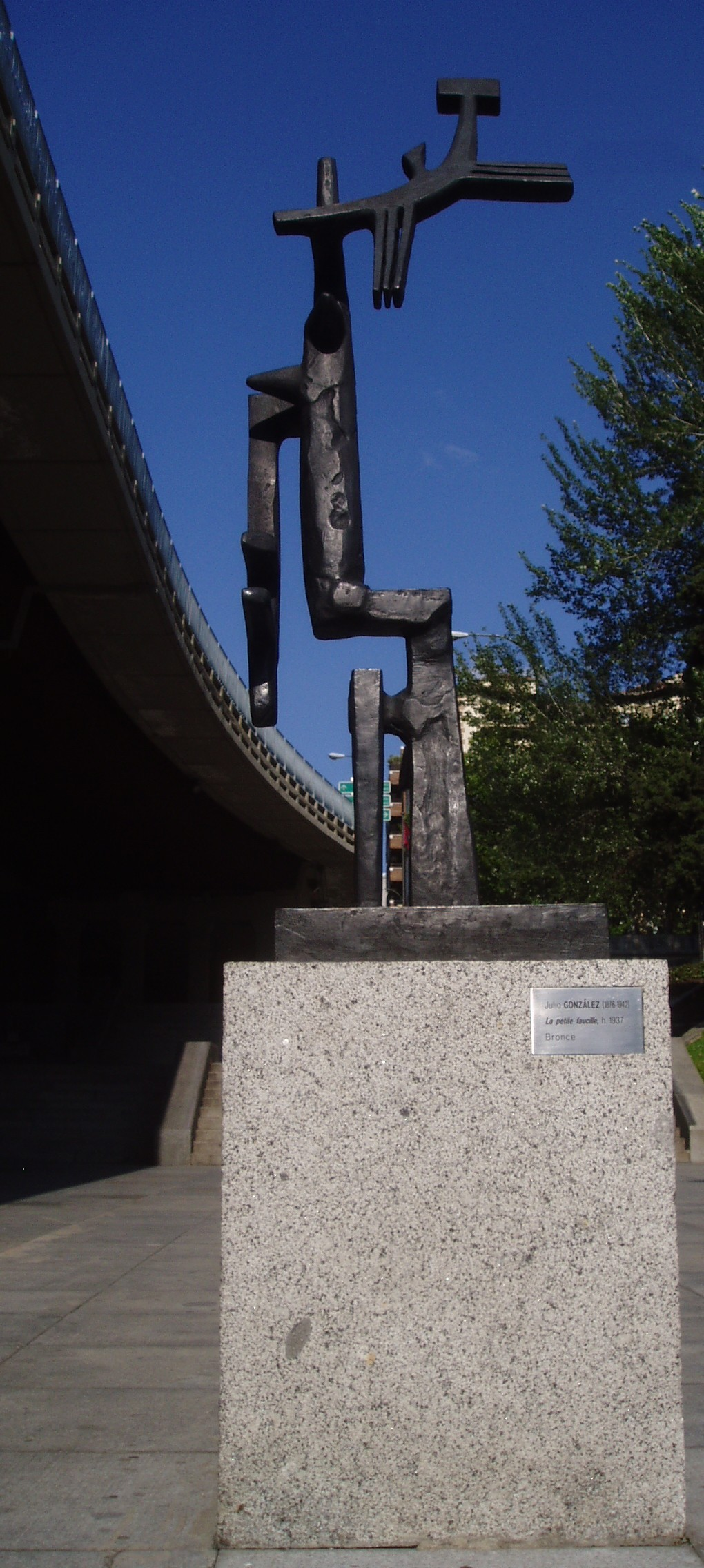
La Petite Faucille (um 1937). Museo Arte Público, Madrid

Julio González (* 21. September 1876 in Barcelona; † 27. März 1942 in Arcueil bei Paris; eigentlich Julio Luis Jesús González-Pellicer) war ein spanischer Bildhauer. Er gilt als der Erfinder der „Eisenplastik“ und erster „Künstler mit dem Schweißgerät“. Er war mit seiner konstruktiven Formensprache ein wichtiger Vertreter der Plastik in der Abstrakten Kunst.

## Leben und Werk
Im Jahr 1891 begann González eine Lehre, zusammen mit seinem Bruder, als Goldschmied. Ihr Lehrmeister war der eigene Vater, der in Barcelona ein bekanntes Kunstschmiedeatelier betrieb. González nahm parallel zu dieser Ausbildung an Abendkursen für Zeichnen an der Kunsthochschule in Barcelona teil. Im Jahr 1896 starb González Vater. Die Familie zog 1899 nach Paris. Um 1900 knüpfte González dort künstlerische Kontakte zu Pablo Picasso, Georges Braque, Max Jacob, Joaquín Torres García, Pablo Gargallo und Constantin Brâncuși. Er beschloss, vorerst Maler zu werden. Im Jahr 1908 starb González Bruder, was ihn in eine seelische Krise stürzte. Er lebte für einige Jahre sehr zurückgezogen und hielt nur noch die Verbindung zu den Künstlern Picasso und Brâncuși aufrecht. Er begann seinen Lebensunterhalt als Kunstschmied zu verdienen und gab die Malerei ganz auf. Im Jahr 1918 begann Gonzáles eine Lehre als Schweißer bei Renault. In dieser Ausbildung erlernte er das Autogenschweißen.
Mit dem Erwerb dieser handwerklichen Fähigkeit begann er, seine ersten Skulpturen aus geschmiedetem Eisen zu erschaffen. Diese ersten Plastiken waren menschliche Figuren, die noch den klassischen Formen der traditionellen Skulptur folgten. González’ erste Einzelausstellung umfasste Malerei, Skulptur, Zeichnungen, Schmuck und Objekte und fand 1922 in der Galerie Povolovsky in Paris statt.
Ab dem Jahr 1923 arbeitete er mit Pablo Picasso zusammen. Um 1928 unterwies González seinen Freund Pablo Picasso in den Künsten der Metallverarbeitung. Pablo Picasso wiederum brachte González dazu, immer abstraktere Kunstwerke, auch aus mehreren Materialien, zu erschaffen. Im Jahr 1931 hatte González eine gemeinsame Ausstellung mit den Surrealisten im Pariser „Salon des Sur-Indépendants“. Er wurde 1930 Mitglied der dortigen Künstlervereinigung „Cercle et Carré“ und war auch im Anschluss Mitglied der Folgevereinigung „Abstraction-Création“.
Im Jahr 1933 erschuf González seine wichtige Skulptur Der Engel und 1935 die Sitzende.
1937 nahm seine Skulptur La Montserrat im spanischen Pavillon auf der Pariser Weltausstellung teil. Im Jahr 1940 entstand seine berühmte Serie Kaktusmann.
In den letzten Jahren seines Lebens beschränkte sich González auf das Zeichnen und, aufgrund kriegsbedingter Materialknappheit, auf Skulpturen aus Plastilin und Gips.
Julio González starb am 27. März 1942 in Arcueil bei Paris an einem Herzinfarkt.

## Wichtige Ausstellungen (Auswahl)
- 1955 documenta 1, Kassel
- 1956 Museum of Modern Art, New York
- 1957 Kestner-Gesellschaft, Hannover
- 1959 documenta II, Kassel
- 1964 documenta III, Kassel
- 1977 Kunsthalle Mannheim
- 1983 Akademie der Künste, Berlin
- 1986 Museo Reina Sofía, Madrid
- 1990 Whitechapel Art Gallery, London
- 1998 Villa Wessel, Iserlohn
- 2001 Kunsthalle Recklinghausen; Sinclair-Haus, Bad Homburg v. d. Höhe; Städtische Museen, Heilbronn
- 2003 Neues Museum Weserburg, Bremen
- 2004 Museu d’Art Contemporani, Barcelona; National Gallery, Ljubljana
- 2005 IVAM Museo Esteban Vicente, Segovia
- 2006 Lehmbruck Museum, Duisburg; Kunsthaus Zürich
- 2007 Centre Pompidou, Paris[3]
- 2009/10 Museu Nacional d’Art de Catalunya, Barcelona / Museo Reina Sofía, Madrid[4]
- 2012 documenta 13, Kassel